# Aldebaran b
Aldebaran b är en möjlig exoplanet som kretsar kring stjärnan Aldebaran. Man tror att det finns en planet för att Aldebaran vobblar när den roterar. På detta sätt har man räknat ut planetens massa och omloppstid, men hittills har man alltså inte upptäckt någon planet.